# Lisa Teasley
Lisa Teasley, née le 22 juillet 1964 à Los Angeles (Californie), est une artiste et écrivaine américaine. Son premier livre, le recueil de nouvelles Glow in the Dark, remporte le Gold Pen et le prix de la Pacificus Foundation en 2002. Ses deux livres suivants, les romans Dive (2004) et Heat signature (2006), interrogent les questions de genre, de race, de justice, et les relations interculturelles. 
En 2006, elle écrit et présente le documentaire télévisé High School Prom pour la BBC. Elle est également la rédactrice en chef de la section Fictions du Los Angeles Review of Books.

## Enfance et études
Lisa Teasley naît et grandit à Los Angeles, en Californie. Son père, Larkin Teasley, est afro-américain, et sa mère, Violet Williams, panaméenne. Elle étudie la littérature anglaise, ainsi que la création littéraire à l'UCLA. Une bourse d'études d'été lui permet d'étudier l'art à l'Université d'art et de design Otis/Parsons. Son premier travail fut un stage au Los Angeles Times, et elle travailla ensuite comme chercheuse pour le magazine Forbes.

## Anthologies

### Nouvelles
- Women on the Edge, Toby Press, 2005
- Shaking the Tree, Norton, 2003
- Brown Sugar 4, Simon & Schuster, 2005
- Brown Sugar 3, Simon & Schuster, 2004
- Brown Sugar 1, Atria, 2001[8]
- Step Into a World: A Global Anthology of the New Black Literature, Wiley, 2000
- In The Tradition: An Anthology of Young Black Writers, Harlem River Press, 2000[9]

### Essais
- Because I Said So, HarperCollins, 2005[10]
- An Ear to the Ground, Cune Press, 1997[11]

### Poésie
- Beyond the Frontier, Black Classic Press, 2002

## Prix et récompenses
- Gold Pen 2002[2]
- Pacificus Foundation 2002[3]